# Justiniano Torres Aparicio
Justiniano Torres Aparicio (* 6. September 1906 in Humahuaca; † 24. Oktober 1992 in San Salvador de Jujuy) war ein argentinischer Arzt, Archäologe, Komponist, Musikwissenschaftler und Autor. 

## Leben
Justiniano Torres Aparicio arbeitete zunächst als Lehrer an der Escuela Normal República de Bolivia und als Dozent in San Salvador de Jujuy. Er studierte dann Medizin in Córdoba und übernahm 1936 die Leitung des Hospital Belgrano. Er interessierte sich für die Geschichte der indigenen Völker Südamerikas und trug eine Sammlung archäologischer Fundstücke zusammen und verfasste die Bücher Orígenes y técnicas de la quena und Aerófonos tubulares indígenas. In einer Höhle in über 3600 Metern Höhe entdeckte er im gleichen Jahr drei über sechstausend Jahre alte Mumien. Seine archäologische Sammlung einschließlich der Mumien bildete den Grundstock des Museo Arqueológico Justiniano Torres Aparicio in Humahuaca.
Neben seiner Tätigkeit als Arzt und Archäologe war er auch als Musiker aktiv. Im Conjunto Humahuaca spielte er Gitarre, Mandoline, Klavier, Bandoneon, Quena und Charango. Er komponierte Zambas, Carnavalitos, Cuecas, Bailecitos, Canciones, Valses und Tangos, darunter Clavelito blanco, La vi por vez primera, Virgen de Punta Corral und Total que. Seine Kompositionen wurden von Musikern wie José Simón, Juan Quintero, Tomás Lipán, Pipo Meriles und Bruno Arias aufgeführt und aufgenommen.